# IC 955
IC 955 је ознака објекта на координатама са ректансцензијом 13h 55m 43,6s и деклинацијом - 30° 15" 43'. Открио га је Н. М. Париш, 3. марта 1889. Каснијим посматрањима на том положају није уочен никакав астрономски објекат.